# Урши (Олт)
Урши (рум. Urși) насеље је у Румунији у округу Олт у општини Лељаска. Oпштина се налази на надморској висини од 301 m.

## Становништво
Према подацима из 2002. године у насељу је живело 127 становника, од којих су сви румунске националности.